# Ruashi (stadsdel)
Ruashi eller Rwashi är en stadsdel (franska: commune) i staden Lubumbashi i Kongo-Kinshasa.